# Myungin femminile
Il Myungin o Myeongin femminile (coreano: 여류 명인전, Hanja: 女流 名人戰) è stata una competizione di Go sudcoreana disputata annualmente dal 2000 al 2016. La parola «myungin» in lingua coreana, che letteralmente significa «uomo brillante», corrisponde al giapponese meijin e al cinese mingren.
La borsa della vincitrice era di 12 milioni di won, mentre 5 milioni andavano alla finalista. 

## Vincitrici e finaliste
| Edizione | Anno | Vincitrice  | Punteggio | Finalista      |
| -------- | ---- | ----------- | --------- | -------------- |
| 1        | 2000 | Park Ji-eun | 2-1       | Lee Young-shin |
| 2        | 2001 | Rui Naiwei  | 2-1       | Park Ji-eun    |
| 3        | 2002 | Rui Naiwei  | 2-0       | Hyun Mi-jin    |
| 4        | 2003 | Rui Naiwei  | 2-0       | Jo Hye-yoen    |
| 5        | 2004 | Jo Hye-yoen | 2-0       | Rui Naiwei     |
| 6        | 2005 | Rui Naiwei  | 2-0       | Jo Hye-yoen    |
| 7        | 2006 | Rui Naiwei  | 2-1       | Jo Hye-yoen    |
| 8        | 2007 | Rui Naiwei  | 2-0       | Lee Da-hye     |
| 9        | 2008 | Rui Naiwei  | 2-0       | Jo Hye-yoen    |
| 10       | 2009 | Rui Naiwei  | 2-1       | Jo Hye-yoen    |
| 11       | 2010 | Rui Naiwei  | 2-1       | Jo Hye-yoen    |
| 12       | 2011 | Rui Naiwei  | 2-1       | Jo Hye-yoen    |
| 13       | 2012 | Choi Jeong  | 2-0       | Kim Mi-ri      |
| 14       | 2013 | Choi Jeong  | 2-1       | Park Ji-yeon   |
| 15       | 2014 | Choi Jeong  | 2-1       | Park Ji-yeon   |
| 16       | 2015 | Choi Jeong  | 2-0       | O Yu-jin       |
| 17       | 2016 | Choi Jeong  | 2-0       | O Yu-jin       |